# Blake Edwards
William Blake Crump (26. srpnja 1922. – 15. prosinca 2010.), poznatiji kao Blake Edwards, američki filmski redatelj, producent i scenarist, oskarovac.
Rođen je u Tulsi, Oklahoma, kao sin kazališnog redatelja. Filmskim radom bavi se od 1942. i režirao je 38 filmova.
Počeo je kao glumac i scenarist za radio, pišući scenarije za velike radio zvijezde.
Gotovo svi njegovi filmovi su komedije, jedina iznimka je film "Dani vina i ruža".
Poznat je po jedinstvenom smislu za humor.
Od najznačajnijih suradnika, to su Jack Lemmon, Dudley Moore, William Holden, Peter Sellers, Audrey Hepburn, Bo Derek.
Filmovi po kojima je poznat: serijal Pink Panter, Doručak kod Tiffanyja, Micki i Maude, Desetka, Victor/Victoria, Pucanj u mraku, Zabava.
Počasnog Oskara za svoj rad i doprinos filmskoj umjetnosti dobio je na dodjeli Oskara 2004. godine. Uručio mu ga je Jim Carrey.
U govoru zahvale nije spomenuo Sellersa, iako su snimili 6 filmova zajedno.
Ženio se dva puta. Od 1969. žena mu je oskarovka Julie Andrews. Ima petero djece od kojih je četvero glumilo u njegovim filmovima.